# Насилие и брак
«Насилие и брак» (англ. Rape and Marriage: The Rideout Case) — драма 1980 года режиссёра Питера Левина. Премьера в США — 30 октября 1980 года. Одна из первых ролей Микки Рурка и Линды Хэмилтон в кино.

## Сюжет
Данный кинофильм основан на реальном Орегонском уголовном деле, которое рассматривает уникальный спор, в котором Грета Райдаут спровоцировала судебное преследование своего мужа, Джона, обвиняя его в изнасиловании её же.
Линда Хэмилтон выступает в роли Греты Райдаут, оскорбленной жены, которая постоянно подвергается насилию со стороны своего мужа. Ещё в 1977 году в Орегоне закон был изменен так, что жены могли обвинить своих мужей в насилии. «Дело четы Райдаут» является первым в Орегонской истории после этого нового закона, и этот кинофильм — реальная история. Линда Хэмилтон играет первую большую главную роль в этой телевизионной драме. Хорош и Микки Рурк в роли оскорбленного мужа. Фильм не теряет своей актуальности по сей день, так как затрагивает «вечные проблемы», а именно взаимоотношения семейных пар.

## В ролях
- Микки Рурк — Джон Райдаут
- Линда Хэмилтон — Грета Райдаут
- Рип Торн — Чарльз Барт
- Юджин Роч — Гэри Гортмейкер
- Гейл Стрикленд — Джин Кристенсен
- Бонни Бартлетт — Норма Джойс
- Элли Миллс — Ванда
- Пол Косло — Ральф Ларсон
- Джеральд Макрейни — Клифф Салкс